# Sint-Niklaas
Sint-Niklaas (tiếng Pháp: Saint-Nicolas) là một thành phố của Bỉ và đô thị tọa lạc ở tỉnh Oost-Vlaanderen. Đô thị này bao gồm thành phố of Sint-Niklaas và các thị xã Belsele, Nieuwkerken-Waas, và Sinaai.
Sint-Niklaas là thủ phủ và thành phố lớn của vùng Waasland, một vùng gồm các tỉnh Oost-Vlaanderen và Antwerpen. Thành phố nổi tiếng với quảng trường lớn nhất ở Bỉ.

## Thị trưởng

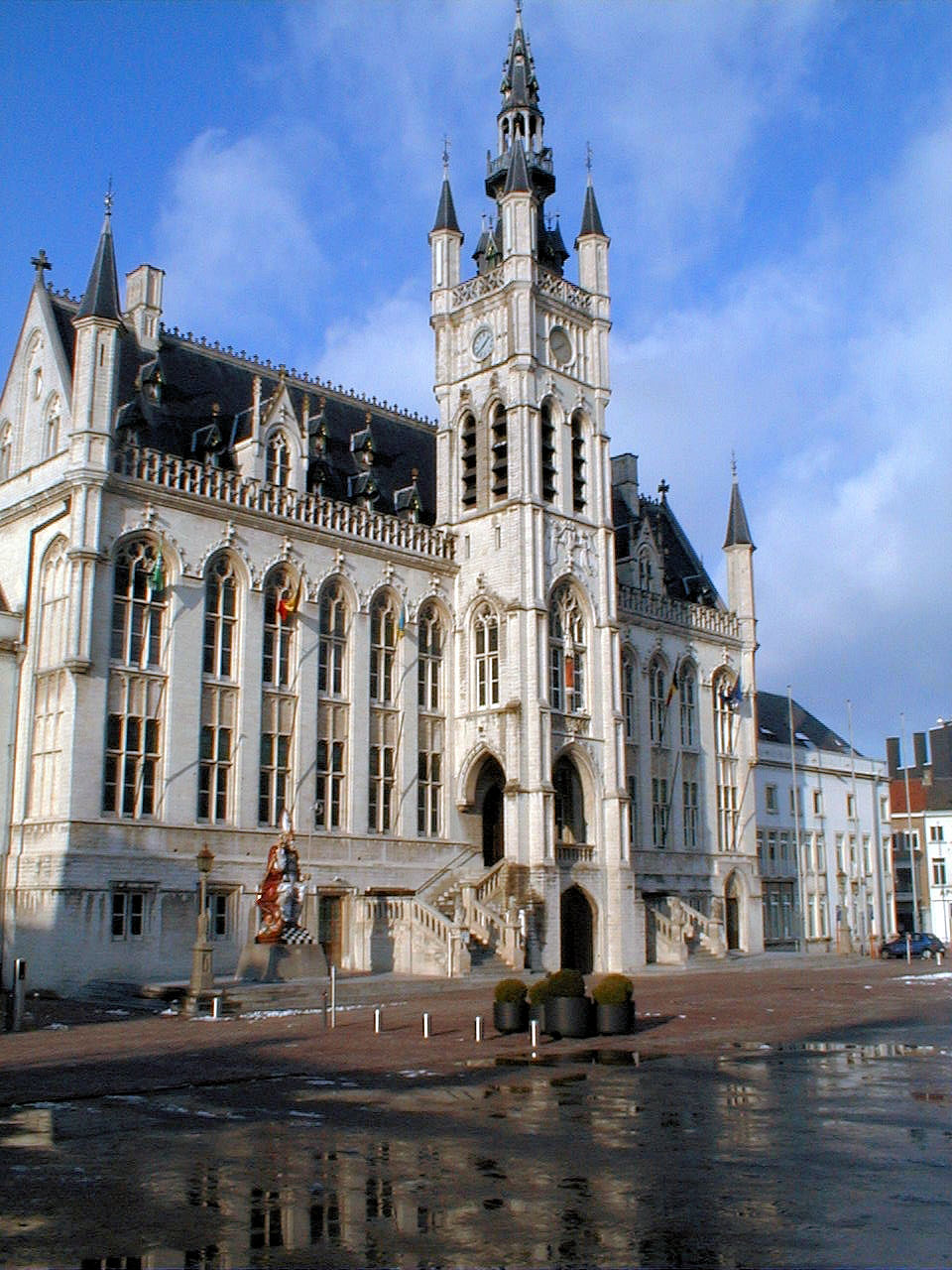
Tòa thị chính

Các thị trưởng từ khi kết thúc thế chiến II:
- Henri Heyman (Catholic) (1933-1946);
- Romain De Vidts (CVP, nay là CD&V) (1947-1962);
- Frantz Van Dorpe (CVP, nay là CD&V);
- Paul De Vidts (CVP, nay là CD&V) (1977-1988);
- Lieven Lenaerts (CVP, nay là CD&V) (1995-1996);
- Jef Foubert (CVP, nay là CD&V) (1997-2000);
- Freddy Willockx (SP.A) (1989-1994 và 2001-).

## Cư dân nổi tiếng
- Edgar Tinel, nhà soạn nhạc, sinh ở Sinaai (1854-1912)
- Luis Siret, nhà khảo cổ (1869-1934)
- Maurits Coppieters, nhà chính trị (1920-2005)
- Alexander Baervoets, (sinh năm 1956)
- Martin De Prycker, kỹ sư, CEO của Barco (sinh năm 1955)
- Tom Lanoye, tác gia (sinh năm 1958)
- Daniël Ost, (sinh năm 1955)
- Marc Sleen, nghệ sĩ (sinh năm 1922)
- Paul Snoek, nhà thơ (1933-1981)
- Tom Steels, cu rơ (sinh năm 1971)
- Ann Wauters, tuyển thủ bóng rổ (sinh năm 1980)
- Sandrine Van Handenhoven, hoạ sỹ (sinh năm 1984)
- Wouter Van Bellingen, nhà chính trị
- Anton van Wilderode, nhà thơ (1918-1998)
- Sean D'hondt, ca sĩ 'Nailpin', sinh ở Sint-Niklaas

## Thành phố kết nghĩa
- Pháp: Colmar
- Ý: Lucca
- Anh Quốc: Abingdon, Oxfordshire
- Đức: Schongau, Bavaria
- Hà Lan: Gorinchem
- Cộng hòa Séc: Tábor